# Lijst van burgemeesters van Kralingen
Dit is een lijst van burgemeesters van de voormalige Nederlandse gemeente Kralingen tot die gemeente in 1895 opging in de gemeente Rotterdam.
| Ambtsperiode | Naam burgemeester              | Partij of stroming | Bijzonderheden |
| ------------ | ------------------------------ | ------------------ | -------------- |
| 18?? - 1837  | Johannes Lambert Hz.           |                    |                |
| 1837 - 1851  | Reyer Hendrik van Someren      |                    |                |
| 1851 - 1867  | Hendrik (H.) Lambert Pz.       |                    |                |
| 1867 - 1874  | Joannes (J.) Oudorp Kortebrant |                    |                |
| 1874 - 1895  | Gerard Hendrik Lambert         |                    |                |